# Exopalaemon orientis
Exopalaemon orientis är en kräftdjursart som först beskrevs av Lipke Bijdeley Holthuis 1950.  Exopalaemon orientis ingår i släktet Exopalaemon och familjen Palaemonidae. Inga underarter finns listade i Catalogue of Life.